# Waveney (circonscription britannique)
Pour les articles homonymes, voir Waveney.
Circonscription parlementaire de la Chambre des communes
La circonscription de Waveney était une circonscription située dans le Suffolk. Après des changements de limites en 2024, Waveney est revenu à son ancien nom de Lowestoft.

## Géographie
La circonscription comprend:
- Les villes de Beccles et Lowestoft

## Députés
Les Members of Parliament (MPs) de la circonscription sont:
| Législature                      | Années    | Député       | Député       | Parti        |
| -------------------------------- | --------- | ------------ | ------------ | ------------ |
| South Norfolk issue de Lowestoft |           |              |              |              |
| 49e                              | 1983–1987 |              | Jim Prior    | Conservateur |
| 50e                              | 1987–1992 | David Porter |              | Conservateur |
| 51e                              | 1992–1997 | David Porter |              | Conservateur |
| 52e                              | 1997–2001 |              | Bob Blizzard | Travailliste |
| 53e                              | 2001–2005 |              | Bob Blizzard | Travailliste |
| 54e                              | 2005–2010 |              | Bob Blizzard | Travailliste |
| 55e                              | 2010–2015 |              | Peter Aldous | Conservateur |
| 56e                              | 2015–2017 |              | Peter Aldous | Conservateur |
| 57e                              | 2017–2019 |              | Peter Aldous | Conservateur |
| 58e                              | 2019–2024 |              | Peter Aldous | Conservateur |

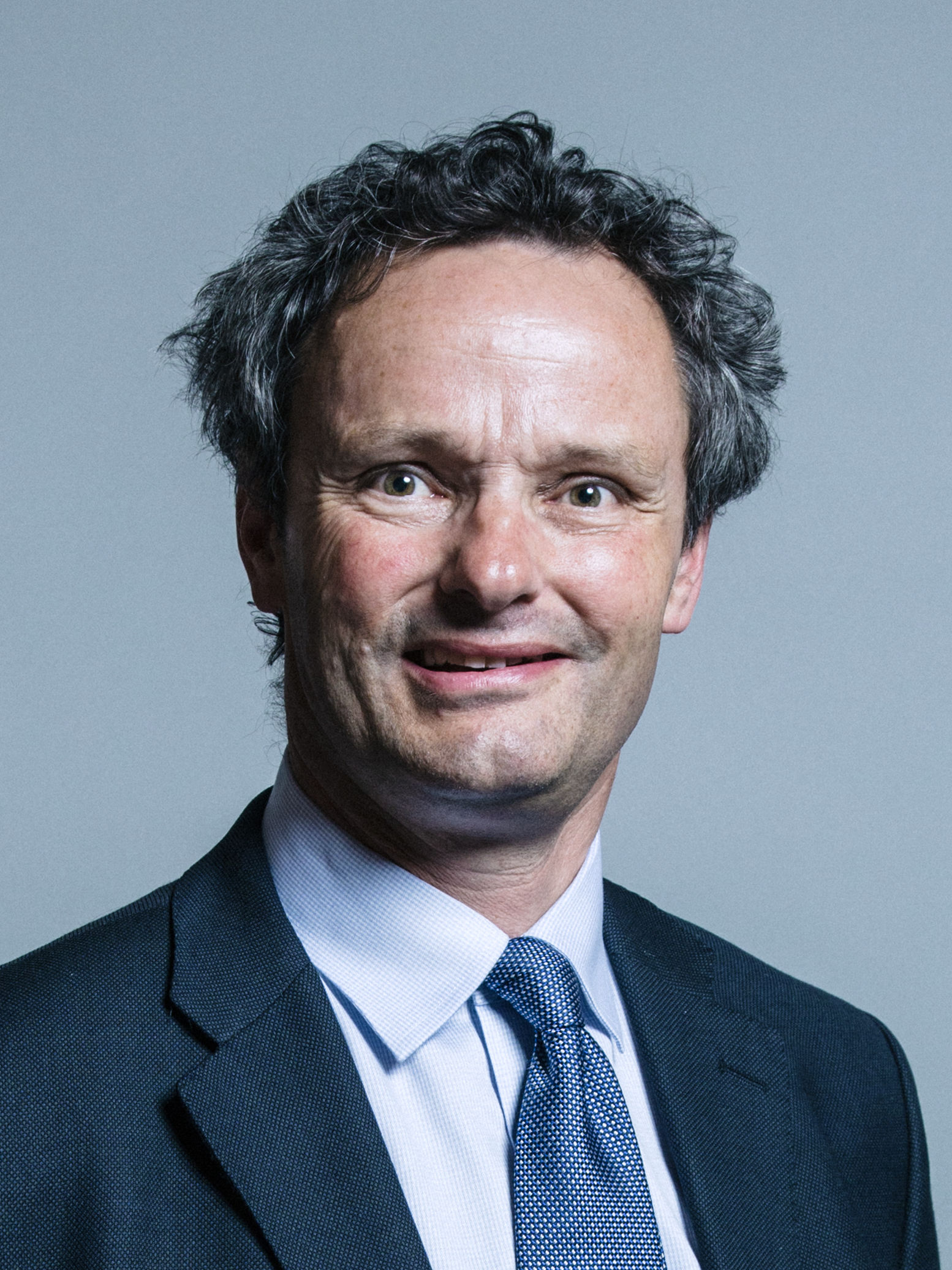
Peter Aldous (2010–2024)